# Dorota Kozioł
Dorota Kozioł (ur. 1951 w Machowie koło Tarnobrzegu) – poetka, dziennikarka, pisarka, malarka, regionalistka popularyzująca kulturę regionu tarnobrzeskiego.

## Działalność
Urodziła się w 1951 w Machowie. Debiutowała literacko poezją, głównie erotyczną, zebraną w tomiku Podróż do twoich rąk, wydanym podczas studiów w 1981. Później dała się poznać jako dziennikarka, autorka cyklu reportaży i wywiadów z mieszkańcami regionu tarnobrzeskiego. Współpracowała m.in. z czasopismami, którymi były: tygodnik „Siarka”, „Tygodnik Nadwiślański”, „Tarnobrzeskie Zeszyty Historyczne”.
W 2009 wyjechała w tropiki, aby zamieszkać przez trzy miesiące na Madagaskarze. Daleki wyjazd zaowocował książkami o malgaskiej tematyce i o Janie Beyzymie, wydanymi przez Wydawnictwo WAM z Krakowa. Podczas pobytu w Republice Malgaskiej zbierała materiały dotyczące m.in. pracy tego misjonarza wśród trędowatych.
W 2011 współpracowała przy wydaniu płyt dla upamiętnienia oddziału partyzanckiego „Jędrusie”.
W 2009 została uhonorowana najwyższym odznaczeniem miasta Tarnobrzega Sigillum Civis Virtuti, czyli Pieczęci Cnoty Obywatelskiej, w 2015 została laureatką Nagrody im. dr. Michała Marczaka, fundowanej przez Starostwo Powiatowe w Tarnobrzegu, Tarnobrzeskie Towarzystwo Historyczne i Muzeum Historyczne Miasta Tarnobrzega za działalność na rzecz małej ojczyzny. Była nominowana do otrzymania regionalnego tarnobrzeskiego tytułu Osobowość Roku 2012.
Niektóre książki autorki, skierowane do dzieci, wydano również w tłumaczeniu na język słowacki. Tworzy teksty piosenek. Pracowała w Wydawnictwie Diecezjalnym w Sandomierzu. Jest ilustratorką i redaktorką książek poetyckich innych autorów. W utworach literackich i malarskich Doroty Kozioł przewijają się motywy religijne. Spotyka się z czytelnikami.
Jej obrazy znajdują się w krajowych kościołach oraz m.in. w Czadzie, na Madagaskarze i w Ekwadorze.

## Życie prywatne
Dorota Kozioł jest córką Marii Kozłowej z domu Wiącek (ur. w 1910 w Machowie, zmarłej w 1999 w Tarnobrzegu), która kształciła się w prywatnym kolegium nauczycielskim; propagatorki kultury lasowiackiej, i która w Baranowie Sandomierskim założyła zespół obrzędowy „Lasowiaczki”. Seniorka Kozłowa, również poetka, w 1979 roku została laureatką Nagrody Oskara Kolberga w kategorii twórczości ludowej, rzemiosła, rękodzieła i folkloru muzyczno-tanecznego. Dorota jest wnuczką Wojciecha Wiącka, włościańskiego działacza z Machowa, posła na wiedeński sejm oraz senatora z okresu II Rzeczypospolitej.
Mieszka w Tarnobrzegu.
Ważnym wydarzeniem w biografii rodziny pisarki było przymusowe wysiedlenie mieszkańców Machowa w 1969 roku – w miejscu wsi powstała odkrywka kopalni siarki w ramach Kopalni i Zakładów Przetwórczych Siarki Siarkopol; po latach, kiedy wyrobisko zalano wodą, akwen nazwano Jeziorem Tarnobrzeskim, a zwałowisko ziemi zarasta lasem.

## Publikacje
Według danych w bazie NUKAT:

### Poezja
- Podróż do twoich rąk, Krajowa Agencja Wydawnicza, Rzeszów, 1981[1].
- Nie ma już we mnie lasu milczenia, Wydawnictwo Diecezjalne, nakład autorki, Sandomierz–Tarnobrzeg, 1995, ISBN 83-903803-4-X.

### Literatura faktu
- Z Machowa na Madagaskar, Wydawnictwo Diecezjalne i Drukarnia, Sandomierz, 2008, ISBN 978-83-257-0032-4.
- Mój Madagaskar, Wydawnictwo Diecezjalne i Drukarnia, Sandomierz, 2011, ISBN 978-83-257-0332-5.
- Polski Samarytanin. Błogosławiony ojciec Jan Beyzym, Wydawnictwo WAM, Kraków, 2012, ISBN 978-83-7767-140-5.
- Kościoły budowane nocą, Tarnobrzeski Dom Kultury, Tarnobrzeskie Stowarzyszenie Inicjatyw Artystycznych Fram, Tarnobrzeg, 2012 (o zmaganiach z władzą okresu PRL o prawo do posługi duszpasterskiej w Tarnobrzegu i okolicy)[28][6][29][30][31].
- Czary, mary i uroki, czyli gusła lasowiackie, Tarnobrzeg, 2012, ISBN 978-83-62592-53-1 (na podstawie scenariuszy napisanych przez Marię Kozłową dla Zespołu Obrzędowego „Lasowiaczki” z Baranowa Sandomierskiego)[20][32].
- Ty nasz kochany Machowie…, Neiko Print & Publishing, Tarnobrzeg, 2015, ISBN 978-83-64387-26-5[23].
- Niedokończony portret, Wydawnictwo Diecezjalne i Drukarnia, Sandomierz, 2017, ISBN 978-83-8101-123-5 (bohaterem jest Michał Józefczyk)[33].
- Została tylko miłość. Opowieść o bł. s. Celestynie Faron, Wydawnictwo Diecezjalne i Drukarnia, Sandomierz, 2019, ISBN 978-83-933897-2-8.
- Jak Ojciec: opowieść o kardynale Stefanie Wyszyńskim, Prymasie Tysiąclecia, Wydawnictwo Diecezjalne i Drukarnia, Sandomierz, 2021, ISBN 978-83-8101-331-4[34].

### Literatura dla dzieci i młodzieży
- Św. Ojciec Pio, Wydawnictwo Diecezjalne i Drukarnia, Sandomierz, 2003, ISBN 83-7300-262-6 (o włoskim świętym Kościoła katolickiego).
- Seria wydawnicza Serdeczna: Dobranoc mój Aniołku ISBN 83-7300-342-8, Jak aniołki Jezusa kołysały ISBN 83-7300-409-2, Jak Maryja szła do Elżbiety ISBN 83-7300-372-X, Jak Maryja została Królową ISBN 83-7300-385-1, Jak św. Józef lilie hodował ISBN 83-7300-375-4, Wydawnictwo Diecezjalne i Drukarnia, Sandomierz, 2004.
- Seria wydawnicza Kolorowa Klasyka: Bł. Jan Paweł II. Schody do Nieba ISBN 83-257-0315-6, Bł. Jan Paweł II. Z Polski do Nieba ISBN 978-83-257-0301-1, 2011, Wydawnictwo Diecezjalne i Drukarnia, Sandomierz.
- Kardynał z buszu, Wydawnictwo Diecezjalne i Drukarnia, Sandomierz, 2011, ISBN 978-83-257-0346-2.
- Brat trędowatych, Wydawnictwo WAM, Kraków, 2012, ISBN 978-83-7767-141-2.
- Seria wydawnicza Futrzana: 2013 – Owieczka Mela ISBN 978-83-257-0552-7, Krówka Malwinka ISBN 978-83-8101-069-6, Osiołek Bonifacy ISBN 83-7300-426-2, Piesek Węgielek ISBN 978-83-8101-038-2, Zajączek Feliks ISBN 978-83-257-0554-1; 2014 – Konik Maurycy ISBN 978-83-8101-067-2; 2016 – Kotek Dyzma ISBN 978-83-257-0948-8; 2019 – Jeż Teodor ISBN 978-83-8101-285-0, Wiewióreczka Zuzia ISBN 978-83-8101-282-9; 2021 – Bocian Kleofas' ISBN 978-83-8101-434-2, Niedźwiadek Marceli ISBN 978-83-8101-404-5, Wydawnictwo Diecezjalne i Drukarnia, Sandomierz.
- Jak Halina Krępianka Sandomierz uratowała, Wydawnictwo Diecezjalne i Drukarnia, Sandomierz, 2016, ISBN 978-83-257-0974-7.

### Tłumaczenia utworów na języki obce
- Dorota Koziołová, Ako anjeli Ježiša kolísali ISBN 978-83-7300-996-7, Ako Maria išla k Alžbete ISBN 978-83-257-0040-9, tł. na jęz. słow. Martina Holečková, Diecézne vydatel’stvo a tlačiareň, Sandomierz, 2007[15].
- Dorota Koziołová, Ako anjeliky spievali Pánu Bohu ISBN 978-83-257-0029-4, Ako sv. Jozef pestoval l’alie ISBN 978-83-257-0039-3, Ako sa Mária stala Kráľovnou ISBN 978-83-257-0036-2, tł. na jęz. słow. Martina Holečková, Spoločnosť katolíckeho apoštolátu (SAC) – pallotíni, Spišská Nová Ves, 2007[15][35].
- Dorota Koziołová, Dobrú noc, môj anjelik, tł. na jęz. słow. Martina Holečková, Spoločnosť katolíckeho apoštolátu (SAC) – pallotíni, Spišská Nová Ves, 2009, ISBN 978-80-970199-4-5[36].
- Dorota Koziołová, Oslík Bonifác ISBN 978-80-970199-7-6, Ovečka Mela ISBN 978-80-970199-6-9, Zajac Félix ISBN 978-80-970199-8-3, tł. na jęz. słow. Štefan Chrappa, Spoločnosť katolíckeho apoštolátu (SAC) – pallotíni, Spišská Nová Ves, 2010[37].